# Kōji Yakusho
Kōji Hashimoto (橋本 広司, Hashimoto Kōji, 1 de janeiro de 1956), conhecido profissionalmente como Kōji Yakusho (役所 広司, Yakusho Kōji), é um ator japonês. Ele é conhecido por seus papéis principais em Shall we Dansu? (1996), Jūsannin no Shikaku (2010), Sandome no Satsujin (2017), Korō no Chi (2018), Subarashiki Sekai (2020) e The Days (2023). Ele é mais conhecido internacionalmente por seu papel em Unagi (1997), de Shōhei Imamura, Memoirs of a Geisha (2005), de Rob Marshall, e Babel (2006), de Alejandro González Iñárritu. Por sua atuação em Perfect Days, foi premiado com o prêmio de Melhor Ator no 76º Festival de Cinema de Cannes.

## Infância e educação
Yakusho nasceu em Isahaya, Nagasaki, o mais novo de cinco irmãos. Após se formar na Escola Secundária de Tecnologia da Prefeitura de Nagasaki em 1974, ele trabalhou no escritório municipal de Chiyoda, ou kuyakusho, em Tóquio, de onde mais tarde adotou seu nome artístico.

## Carreira
Em 1976, ele assistiu a uma produção de Na dne, de Maxim Gorky (interpretado por Tatsuya Nakadai) e se inspirou, primeiro para assistir e depois para participar de tantas peças quanto possível. Na primavera de 1978, ele fez o teste para o estúdio de atuação Mumeijuku (Estúdio para Artistas Desconhecidos) de Tatsuya Nakadai e foi um dos quatro escolhidos entre 800 candidatos.
Em 1983, ele conseguiu o papel de Oda Nobunaga no drama da NHK, Tokugawa Ieyasu, que durou um ano, e foi catapultado para a fama. Ele também apareceu em uma versão para TV de Miyamoto Musashi de 1984 a 1985. Por vários anos, ele interpretou Kuji Shinnosuke (ou "Sengoku"), um dos personagens-título do jidaigeki Sambiki ga Kiru!. Ele interpretou um personagem importante em Tanpopo, de 1986, dirigido por Juzo Itami.
Em 1988, recebeu um prêmio especial por seu trabalho no cinema do Ministro Japonês da Educação, Ciência, Esportes e Cultura e continuou a aparecer em filmes e em vários programas de TV durante os anos 90.
Em 1996 e 1997, Yakusho teve vários sucessos importantes. Unagi, dirigido por Shōhei Imamura, no qual interpretou o papel principal do amante das enguias, ganhou a Palma de Ouro no Festival de Cinema de Cannes de 1997. Lawrence Van Gelder, no The New York Times, chamou seu desempenho de "infalível". Shitsurakuen, sobre um suicídio duplo, ficou atrás apenas de Mononoke Hime nas bilheterias japonesas.

### Avanço internacional:Shall we Dansu?
Shall we Dansu? foi um sucesso tão grande no Japão que inspirou uma mania de dança doméstica. Grupos de salão e escolas de dança se multiplicaram no país após o lançamento do filme, e pessoas que antes nunca admitiam ter aulas anunciaram que o faziam com orgulho. O diretor Masayuki Suo disse sobre seu papel principal, que até então era conhecido principalmente por interpretar um samurai bonito, "pensamos que ele poderia interpretar esse empresário japonês cansado e sobrecarregado, e ele o fez... puxou tudo e levou seu treinamento de dança muito a sério."
O filme também foi um dos filmes de maior bilheteria do Japão fora do país. Arrecadou US$ 9,5 milhões nos Estados Unidos e inspirou um remake, Shall We Dance?, estrelado por Jennifer Lopez e Richard Gere, com Gere no papel de Yakusho.
Em seguida, Yakusho ganhou o Hochi Film Award de melhor ator por Baunsu ko Gaurusu, um filme que tratava especificamente da prostituição no ensino médio e da adoração ao dinheiro em geral. Ele colaborou com o diretor de terror Kiyoshi Kurosawa em Cure, Ningen Gōkaku, Kōrei, Karisuma, Kairo, Dopperugengā, Sakebi e Tōkyō Sonata. Yakusho encontrou ainda mais reconhecimento do público internacional, até certo ponto, com papéis em filmes como Memoirs of a Geisha e Babel. Neste último, dirigido por Alejandro González Iñárritu, interpretou o pai do surdo-mudo atuado por Rinko Kikuchi.

### Sucesso continuado
Em 2009, estreou como diretor de Toad's Oil. Em 2010 e 2011 ele fez parte de ambos os elencos dos filmes de samurai de Takashi Miike, Jūsannin no Shikaku e Ichimei . Este último foi em 3D e o primeiro filme em 3D a concorrer no Festival de Cinema de Cannes.
No filme de drama de guerra de 2011, Rengō Kantai Shirei Chōkan: Yamamoto Isoroku, Yakusho interpretou o almirante Isoroku Yamamoto. Yakusho teria sido o único ator considerado para o papel; se ele não tivesse aceitado, o filme teria sido cancelado.
Em 2018 esteve em Korō no Chi. Por sua atuação em Perfect Days, dirigido por Wim Wenders, Yakusho ganhou o prêmio de melhor ator no Festival de Cinema de Cannes de 2023. No mesmo ano, ele foi selecionado como cineasta em foco do Festival de Cinema Golden Horse de Taipei de 2023.

## Filmografia

### Cinema
| Ano  | Título original                                                    | Título no Brasil                          | Direção                                                    | Papel                    | Observações                                                                                | Ref.  |
| ---- | ------------------------------------------------------------------ | ----------------------------------------- | ---------------------------------------------------------- | ------------------------ | ------------------------------------------------------------------------------------------ | ----- |
| 1979 | Yami no Karyudo                                                    | Caçadores das Trevas                      | Hideo Gosha                                                | Kuwano                   |                                                                                            |       |
| 1980 | Sekai Meisaku Dōwa: Mora wa Ikiteiru                               | Ana e o Anel Mágico                       | Kimio Yabuki, Yugo Serikawa e Tetsuo Imazawa               | Jovem Soldado            | Dublagem                                                                                   |       |
| 1981 | Nihon no Atsui Hibi Bōsatsu: Shimoyama Jiken                       |                                           | Kei Kumai                                                  | Jornalista               |                                                                                            |       |
| 1982 | Kiryūin Hanako no Shōgai                                           |                                           | Hideo Gosha                                                |                          |                                                                                            |       |
| 1982 | Himeyuri no Tō                                                     |                                           | Tadashi Imai                                               | Ootaka                   |                                                                                            |       |
| 1982 | Jigoku no Okite                                                    |                                           | Akira Inoue                                                |                          |                                                                                            |       |
| 1982 | Tōno Monogatari                                                    |                                           | Tetsutaro Murano                                           | Hatsutaro                |                                                                                            |       |
| 1983 | Mominoki wa Nokotta                                                |                                           | Akira Inoue                                                |                          |                                                                                            |       |
| 1985 | Tanpopo                                                            | Tampopo: Os Brutos Também Comem Spaghetti | Jūzō Itami                                                 | Gângster de terno branco |                                                                                            |       |
| 1987 | On'na Sakasemasu                                                   |                                           | Azuma Morisaki                                             | Violoncelista            |                                                                                            |       |
| 1988 | Anazāwei: Dī-Kikan Jōhō                                            |                                           | Kōsaku Yamashita                                           | Naoto Sekiya             |                                                                                            |       |
| 1990 | Megumi no Sekai                                                    |                                           |                                                            |                          |                                                                                            |       |
| 1990 | Pod severnym siyaniyem                                             |                                           | Petras Abukiavicus                                         | Genzo                    |                                                                                            |       |
| 1991 | Takeda Shingen                                                     |                                           |                                                            |                          |                                                                                            |       |
| 1992 | Suzume Iro Doki                                                    |                                           | Yasuo Tsuruhashi                                           |                          |                                                                                            |       |
| 1993 | Guren Hana                                                         |                                           | Mamoru Watanabe                                            |                          |                                                                                            |       |
| 1993 | Kyokutō Kuro Shakai DRUG CONNECTION                                |                                           | Shōkaku Baba                                               | Ryosuke Kano             |                                                                                            |       |
| 1994 | Osaka Gokudō Sensō: Shinoi dare                                    |                                           | Tatsuoki Hosono                                            | Ippei Yoshikawa          |                                                                                            |       |
| 1994 | Kamikaze Takushi                                                   |                                           | Masato Harada                                              | Kantake                  |                                                                                            |       |
| 1995 | Shimizu no Jirochō Monogatari                                      |                                           | Takuji Tominaga                                            |                          |                                                                                            |       |
| 1996 | Shall we Dansu?                                                    | Dança Comigo?                             | Masayuki Suō                                               | Shohei Sugiyama          |                                                                                            |       |
| 1996 | Nemuru Otoko                                                       |                                           | Kōhei Oguri                                                | Kamimura                 |                                                                                            |       |
| 1996 | Shabu Gokudo                                                       |                                           | Tatsuoki Hosono                                            | Makabe                   |                                                                                            |       |
| 1997 | Shitsurakuen                                                       | Paraíso Perdido                           | Yoshimitsu Morita                                          | Shoichiro Kuki           |                                                                                            |       |
| 1997 | Unagi                                                              |                                           | Shōhei Imamura                                             | Takuro Yamashita         | O filme ganhou a Palma de Ouro no Festival de Cinema de Cannes, no mesmo ano.              |       |
| 1997 | Baunsu ko Gaurusu                                                  |                                           | Masato Harada                                              | Oshima                   | Kōji Yakusho ganhou o Hochi Film Award como melhor ator                                    |       |
| 1997 | Cure                                                               | A Cura                                    | Kiyoshi Kurosawa                                           | Detetive Kenichi Takabe  |                                                                                            | [ 1 ] |
| 1998 | Yukon                                                              |                                           | Keizo Yamamoto                                             | Takayuki Iwabuchi        |                                                                                            |       |
| 1998 | Kizuna                                                             |                                           | Kichitaro Negishi                                          | Takaaki Ise/Tetsuro Haga |                                                                                            |       |
| 1998 | Ningen Gōkaku                                                      | Permissão Para Viver                      | Kiyoshi Kurosawa                                           | Fujimori                 |                                                                                            | [ 7 ] |
| 1998 | Tadon to Chikuwa                                                   |                                           | Jun Ichikawa                                               | Kida                     |                                                                                            |       |
| 1999 | Keijitachi no Natsu                                                |                                           | Yasuo Tsuruhashi                                           |                          |                                                                                            |       |
| 1999 | Karisuma                                                           |                                           | Kiyoshi Kurosawa                                           | Goro Yabuike             |                                                                                            |       |
| 1999 | Kinyū Fushoku Rettō〔Jubaku〕                                      |                                           | Masato Harada                                              | Hiroshi Kitano           |                                                                                            |       |
| 2000 | Dora-heita                                                         |                                           | Kon Ichikawa                                               | Koheita Mochizuki        |                                                                                            |       |
| 2000 | Yuri Ika                                                           |                                           | Shinji Aoyama                                              | Makoto Sawai             |                                                                                            |       |
| 2000 | Kōrei                                                              |                                           | Kiyoshi Kurosawa                                           | Sato                     |                                                                                            |       |
| 2001 | Kairo                                                              |                                           | Kiyoshi Kurosawa                                           | Capitão do navio         |                                                                                            | [ 8 ] |
| 2001 | Akai Hashi no Shita no Nurui Mizu                                  | Água Quente Sob uma Ponte Vermelha        | Shōhei Imamura                                             | Yosuke Sasano            |                                                                                            |       |
| 2002 | Totsunyuseyo! 'Asama Sansō' Jiken                                  |                                           | Masato Harada                                              | Atsuyuki Sassa           |                                                                                            |       |
| 2003 | Dopperugengā                                                       |                                           | Kiyoshi Kurosawa                                           | Michio Harasaki          |                                                                                            |       |
| 2004 | Yudan Daideki                                                      |                                           | Izuru Narushima                                            | Detetive Jin             |                                                                                            |       |
| 2004 | Reikusaido Mādā Kesu                                               |                                           | Shinji Aoyama                                              | Sunsuke Namiki           |                                                                                            |       |
| 2004 | Tōkyō Genpatsu                                                     |                                           | Gen Yamakawa                                               | Governante de Tóquio     |                                                                                            |       |
| 2004 | Hotaru no Hoshi                                                    |                                           | Hiroshi Sugawara                                           | Sr. Takiguchi            |                                                                                            |       |
| 2004 | Toride Nakisha                                                     |                                           | Yasuo Tsuruhashi                                           | Nagasaka Fumio           |                                                                                            |       |
| 2004 | Warai no Daigaku                                                   |                                           | Mamoru Hoshi                                               | Mutsuo Sakisaka          |                                                                                            |       |
| 2005 | Rōrerai                                                            |                                           | Shinji Higuchi eCellin Gluck                               | Masami Shin'ichi         |                                                                                            |       |
| 2005 | Memoirs of a Geisha                                                | Memórias de uma Gueixa                    | Rob Marshall                                               | Nobu                     |                                                                                            |       |
| 2006 | Uchōten Hoteru                                                     | O Hotel Uchoten                           | Koki Mitani                                                | Heikichi Shindo          |                                                                                            |       |
| 2006 | Babel                                                              | Babel                                     | Alejandro González Iñárritu                                | Yasujiro Wataya          |                                                                                            |       |
| 2006 | Sakebi                                                             | Crimes Obscuros                           | Kiyoshi Kurosawa                                           | Noboru Yoshioka          |                                                                                            |       |
| 2007 | Soredemo Boku wa Yattenai                                          | Não Fui Eu                                | Masayuki Suō                                               | Masayoshi Akarawa        |                                                                                            |       |
| 2007 | Aruzenchin Babâ                                                    |                                           | Naoki Nagao                                                | Satoru Wakui             |                                                                                            |       |
| 2007 | Silk                                                               | Paixão Proibída                           | François Girard                                            | Hara Jubei               |                                                                                            |       |
| 2007 | Common Ground: Under Construction Notes                            |                                           | Carlos Armella e Pedro González-Rubio                      |                          |                                                                                            |       |
| 2007 | Kokoro                                                             |                                           | Sho Tsukikawa                                              |                          |                                                                                            |       |
| 2007 | Zō no Senaka                                                       |                                           | Satoshi Isaka                                              | Yukihiro Fujiyama        |                                                                                            |       |
| 2008 | Tōkyō Sonata                                                       | Sonata de Tóquio                          | Kiyoshi Kurosawa                                           | Dorobō, o ladrão         |                                                                                            |       |
| 2008 | Pako to Mahō no Ehon                                               |                                           | Tetsuya Nakashima                                          | Onuki                    |                                                                                            |       |
| 2009 | Zerachin Shiruba L O V E                                           |                                           | Kazumi Kurigami                                            | Cliente                  |                                                                                            |       |
| 2009 | Ekiro                                                              |                                           | Shigemichi Sugita                                          | Yobuno                   |                                                                                            |       |
| 2009 | Gama no Abura                                                      |                                           | Kōji Yakusho                                               | Takuro Yazawa            |                                                                                            |       |
| 2009 | Tsurugidake: Ten no Ki                                             |                                           | Daisaku Kimura                                             |                          |                                                                                            |       |
| 2010 | Jusan-nin no Shikaku                                               | 13 Assassinos                             | Takashi Miike                                              | Shinzaemon Shimada       |                                                                                            |       |
| 2010 | Saigo no Chushingura                                               |                                           | Shigemichi Sugita                                          | Magozaemon Senoo         |                                                                                            |       |
| 2011 | Ichimei                                                            | Hara-Kiri: Morte de um Samurai            | Takashi Miike                                              | Kageyu                   |                                                                                            |       |
| 2011 | Kitsutsuki to Ame                                                  |                                           | Shuichi Okita                                              | Katsuhiko                |                                                                                            |       |
| 2011 | Rengō Kantai Shirei Chōkan: Yamamoto Isoroku                       |                                           | Izuru Narushima                                            | Isoroku Yamamoto         |                                                                                            |       |
| 2012 | Waga Haha no Ki                                                    |                                           | Masato Harada                                              | Kosaku                   |                                                                                            |       |
| 2012 | Tsui no Shintaku                                                   |                                           | Masayuki Suō                                               | Shinzo Egi               |                                                                                            |       |
| 2013 | Kiyosu Kaigi                                                       |                                           | Koki Mitani                                                | Katsuie Shibata          |                                                                                            |       |
| 2014 | Watashi wa Watashi wo Sagashiteimasu                               |                                           | Yuki Yamato                                                |                          |                                                                                            |       |
| 2014 | Kawaki                                                             | O Mundo de Kanako                         | Tetsuya Nakashima                                          | Akikazu Fujishima        |                                                                                            |       |
| 2014 | Higurashi no Ki                                                    |                                           | Takashi Koizumi                                            | Toda                     |                                                                                            |       |
| 2015 | Bakemono no Ko                                                     | O Rapaz e o Monstro                       | Mamoru Hosoda                                              | Kumatetsu                | Dublagem                                                                                   |       |
| 2015 | Nihōn no Ichiban Nagai hi Ketteiban                                | O Imperador em Agosto                     | Masato Harada                                              | General Korechika Amami  |                                                                                            |       |
| 2015 | Mifune: The Last Samurai                                           |                                           | Steven Okazaki                                             |                          |                                                                                            |       |
| 2017 | O Rûshî!                                                           |                                           | Atsuko Hirayanagi                                          | Komori / Tom             |                                                                                            |       |
| 2017 | Kizuna Hashire Kiseki no Koma                                      |                                           | Takeyoshi Yamamoto                                         | Masayuki Matsushita      |                                                                                            |       |
| 2017 | Sekigahara                                                         |                                           | Masato Harada                                              | Tokugawa Ieyasu          |                                                                                            |       |
| 2017 | Sandome no Satsujin                                                | O Terceiro Assassinato                    | Hirokazu Kore-eda                                          | Misumi                   |                                                                                            |       |
| 2018 | Korō no Chi                                                        |                                           | Kazuya Shiraishi                                           | Shogo Ogami              |                                                                                            |       |
| 2018 | Mirai no Mirai                                                     |                                           | Mamoru Hosoda                                              | Avô                      | Dublagem                                                                                   |       |
| 2019 | Idaten〜 Tōkyō Orimupikku Hanashi〜                                |                                           | Hitoshi One, Naoki Watanabe, Tsuyoshi Inoue e Ichiki Masae | Jigoro Kano              |                                                                                            |       |
| 2019 | Nanatsu no Kaigi                                                   |                                           | Katsuo Fukuzawa                                            |                          |                                                                                            |       |
| 2019 | Bing Feng Bao                                                      |                                           | Fay Yu                                                     | Jiang Yuesheng           |                                                                                            |       |
| 2020 | Subarashiki Sekai                                                  | Sob o Céu Aberto                          | Miwa Nishikawa                                             | Mikami Masao             |                                                                                            |       |
| 2021 | Pension Metsa                                                      | Pensão Metsa                              | Kana Matsumoto                                             | Tsuneki                  |                                                                                            |       |
| 2021 | Baipureiyāzu Moshimo 100-nin no Mei Wakiyaku ga Eiga wo Tsukuttara |                                           | Daigo Matsui                                               |                          |                                                                                            |       |
| 2021 | Ryuu to Sobakasu no Hime                                           |                                           | Mamoru Hosoda                                              | Pai de Suzu              | Dublagem                                                                                   |       |
| 2022 | Arigatō                                                            |                                           | Eita Nagayama                                              |                          |                                                                                            |       |
| 2022 | The Pass: Last Days of the Samurai                                 |                                           | Takashi Koizumi                                            | Kawai Tsugunosuke        |                                                                                            |       |
| 2023 | Família                                                            |                                           | Izuru Narushima                                            | Seiji Kamiya             |                                                                                            |       |
| 2023 | Ginga Tetsudō no Chichi                                            |                                           | Izuru Narushima                                            | Miyazawa Masajiro        |                                                                                            |       |
| 2023 | Perfect Days                                                       | Dias Perfeitos                            | Wim Wenders                                                | Hirayama                 | Kōji Yakusho ganhou o prêmio de melhor ator no Festival de Cinema de Cannes, no mesmo ano. |       |
| 2023 | Sakamoto Ryūichi - Geijutsu wa Nagaku, Jinsei wa Mijikashi         |                                           |                                                            |                          | Narração                                                                                   |       |
| 2023 | Madogiwa no Totto-chan                                             | Totto-chan: A Menina na Janela            | Shinnosuke Yakuwa                                          | Sōsaku kobayashi         | Dublagem                                                                                   |       |
| 2024 | Hakkenden                                                          |                                           | Fumihiko Sori                                              | Bakin Takizawa           |                                                                                            |       |
| 2024 | Yuki no Hana: Tomo ni Arite                                        |                                           | Takashi Koizumi                                            |                          |                                                                                            |       |

### Televisão
| Ano  | Título original   | Título no Brasil           | Direção                        | Papel            | Observação | Ref. |
| ---- | ----------------- | -------------------------- | ------------------------------ | ---------------- | ---------- | ---- |
| 1994 | Hana no Ran       |                            |                                |                  |            |      |
| 2000 | Aikotoba wa Yuuki |                            |                                | Jintaro Akatsuki |            |      |
| 2017 | Rikuō             |                            | Katsuo Fukuzawa                | Koichi Miyazawa  |            |      |
| 2023 | The Days          | Três Dias que Mudaram Tudo | Masaki Nishiura e Hideo Nakata | Masao Yoshida    |            |      |
| 2023 | Vivant            | Vivant                     | Katsuo Fukuzawa                | Nogoon Beki      |            |      |